# Losgröße
Als Losgröße wird in der Betriebswirtschaftslehre (insbesondere Industriebetriebslehre) und Produktionswirtschaft jene Menge von Produkten eines Fertigungsauftrages bezeichnet, die im Rahmen der Losfertigung die Fertigungsstufen des Produktionsprozesses als zusammengehörige Produktgruppe durchlaufen.  

## Allgemeines
Unter einer Losgröße versteht man die in einem einzigen Produktionsprozess gefertigte Stückzahl eines Produktes, beispielsweise die Auflage eines Buches.
Die Losfertigung wiederum wurde nach dem Los (siehe auch Baulos) benannt. Die Losgröße ist eine der wichtigsten Einflussgrößen auf den Lagerbestand. Je mehr Losgrößen sich im Produktionsprozess befinden, umso höher steigen der Lagerbestand und – ceteris paribus – das Lagerrisiko und die Lagerkosten.

## Klassifikationsmerkmale der Modelle zur Bestimmung optimaler Losgröße
In die Modellierung entsprechender Losgrößenprobleme können mehrere für die Praxis relevante Parameter einfließen:
InformationsgradQualität der in die Modellierung eingehenden Daten: so äußern sich im Gegensatz zu deterministischen Informationen stochastische, also Schwankungen unterworfene Daten in höheren Lagerbeständen bzw. Produktions- bzw. Rüstzeiten.
Zeitliche Entwicklungmit statischer und dynamischer Nachfrage.
Wahl des Planungszeitraumesdie bei der Planung zu berücksichtigende Weite des Planungshorizonts. Insbesondere bei rollierender Planung geht man von endlichen Planungszeiträumen aus. Dynamische Modelle gehen jedoch von unendlichem Planungshorizonten aus.
Anzahl der ProdukteUmfang des Produktionsprogramms im Rahmen eines Einprodukt- bzw. Mehrproduktunternehmens.
Anzahl der DispositionsstufenTiefe der Produktionsstruktur mit einstufiger oder mehrstufiger Fertigung.
Beachtung von Kapazitätenkapazitive oder nicht kapazitive Betrachtung mit Einbeziehung von vorhandenen Ressourcen oder Finanzmittel.
Zu berücksichtigende KostenBetrachtung von Rüst-, Lager-, Produktionskosten.
Art der ProduktweitergabeArt des Austausches von Losen zwischen einzelnen Stufen oder Zwischenlager. Bei geschlossener Fertigung verlässt das komplette Los die letzte Produktionsstufe, während bei offener Fertigung bereits das erste fertiggestellte Stück eines Loses weitergereicht werden kann.
ErzeugnisstrukturArt der Fertigung mit serieller, konvergierender, divergierender und genereller Fertigung.
Berücksichtigung von FehlmengenFalls Fehlmengen erlaubt sind, wird unterschieden zwischen Verzugsmengen die später nachgeliefert werden und gänzlich verlorenen Aufträgen.
Fertigungsgeschwindigkeiteinfache Modelle gehen von unendlich hoher Fertigungsgeschwindigkeit aus, komplexere von einer endlichen, die meist als konstant angenommen wird. Gegebenenfalls können auch reihenfolgeabhängige Rüstzeiten berücksichtigt werden.
ZieleDie meisten Modelle versuchen die Gesamtkosten zu minimieren. Manche Modelle beziehen sich aber auf die Maximierung des Servicegrades (der Lieferbereitschaft) oder auf eine möglichst gleichmäßige Kapazitätsauslastung.

## Arten
Es gibt drei Hauptarten von Losgrößen:
- Statische Losgrößen: Die Losgrößen sind festgelegt durch Kundenauftrag, logistische Einheitsgrößen (wie Container oder Transportbehälter) oder statische Optimierungsverfahren.[5]
  - Periodische Losgrößen sind bestimmt durch den konstanten Verbrauch innerhalb einer Zeitspanne (etwa Tagesverbrauch, Wochenverbrauch, Monatsverbrauch).
  - Die Klassische Losformel wurde 1928 von Kurt Andler vorgestellt.[6]
- Dynamische Losgrößen sind nach ökonomischen Optimierungsverfahren festgelegt und werden dauerhaft überwacht.[7]
  - Stück-/Periodenausgleichsverfahren;
  - gleitende wirtschaftliche Losgröße;
  - Kostenausgleichsverfahren;
  - Groff-Regel: Sie nutzt die Tatsache, dass nach der klassischen Losgrößenformel beim Kostenminimum zusätzlich anfallende Lagerkosten gleich der Los-Fixkostenerparnis sind.[8]
  - Das Wagner-Whitin-Verfahren ist ein exaktes Stückkostenverfahren, das optimale Losgrößen bei dynamischen Bedarf bestimmt.[9]
  - Silver-Meal Heuristik: für die Produktion werden Losgrößen ermittelt, welche die Bedarfe abdecken und gleichzeitig die Gesamtkosten minimieren.
- Optimierende Losgrößen erfordern eine Prozesskostenrechnung.[10]
  - Beim Zeitungsverkäufer-Modell handelt es sich um ein stochastisches Bestandsmanagement, bei dem die Fixkosten der Bestellung unberücksichtigt bleiben. Täglich wird aufgrund der Nachfrage in der Vergangenheit entschieden, wie hoch der Lagerbestand sein soll; nicht verkaufte Mengen können nur noch an den Hersteller zu einem Rücknahmepreis zurückgegeben werden.[11]

Das jeweilige Losgrößenverfahren steuert, wie viele einzelne Bedarfsmengen zu einer Bestellmenge zusammengefasst werden.

## Optimale Losgröße
Das Problem der optimalen Losgröße wurde bereits 1913 von Ford W. Harris behandelt. Die optimale Losgröße {\displaystyle Los_{opt}} ergibt sich als
{\displaystyle Los_{opt}={\sqrt {{\vphantom {p'}}{\frac {2\cdot M\cdot K_{B}}{E\cdot L_{HS}}}}}}.
Dabei sind:

{\displaystyle M} = Jahresverbrauch (Stück),

{\displaystyle E} = Einstandspreis pro Stück,

{\displaystyle L_{HS}} = Kostensatz der Lagerhaltung (in % des Einstandspreises),

{\displaystyle K_{B}} = Kosten je Beschaffungsvorgang.

## Losgrößenmodelle
Losgrößenmodelle können nach dem Informationsgrad, der Durchlaufzeit, der Produkte und der Maschinen klassifiziert werden:
- Statische Losgrößenverfahren

Bei den statischen Losgrößenverfahren wird die Losgröße ausschließlich anhand von Mengenvorgaben aus dem jeweiligen Materialstammsatz gebildet. Es gibt unterschiedliche Kriterien, nach denen die Losgröße berechnet werden kann:
- - Exakte Losgröße,
  - Feste Losgröße,
  - Auffüllen bis zum Höchstbestand,
  - Bestellpunktdisposition mit oder ohne Berücksichtigung externer Bedarfe.
- Periodische Losgrößenverfahren

Bei den periodischen Losgrößenverfahren werden die Bedarfsmengen einer oder mehrerer Perioden zu einer Losgröße zusammengefasst. Die Anzahl der Perioden, die zu einem Bestellvorschlag zusammengefasst werden sollen, kann man beliebig festlegen. Man unterscheidet:
- - Tageslosgröße,
  - Wochenlosgröße,
  - Monatslosgröße,
  - Losgrößen nach flexiblen Periodenlängen, analog zu Rechnungsperioden (Periodenlosgrößen).
- Optimierende Losgrößenverfahren

Bei den optimierenden Losgrößenverfahren werden Bedarfsmengen mehrerer Perioden zu einer Losgröße zusammengefasst, wobei zwischen losgrößenfixen Kosten und Lagerhaltungskosten ein Kostenoptimum ermittelt wird. Die verschiedenen Optimierungsverfahren unterscheiden sich nur in der Art des Kostenminimums.

## Weitere Modelle

### Statisch-deterministische Modelle (Ein Produkt)
Diesen Modellen ist gemein, dass die Nachfrage konstant (statisch) und vorab bekannt (deterministisch) ist. Grundmodell ist das unkapazitierte, einstufige, Einproduktmodell mit unendlicher Produktionsgeschwindigkeit. Für die Details des Grundmodells siehe Klassische Losformel.

#### Endliche Produktionsgeschwindigkeit
Als Kosten je Zeiteinheit ergeben sich
{\displaystyle K(\tau )={\frac {f}{\tau }}+{\frac {1}{2}}l_{\mathrm {max} }c}
mit
- {\displaystyle l_{\mathrm {max} }} und {\displaystyle t^{p}} sind Hilfsgrößen:
  - {\displaystyle t^{p}=q/p}
  - {\displaystyle l_{\mathrm {max} }=q-t^{p}b=q(1-\rho )=b(1-\rho )\tau }
- {\displaystyle \tau } - Zyklusdauer
- {\displaystyle c} - Lagerhaltungskosten je Zeiteinheit
- {\displaystyle f} - fixe Rüstkosten je Rüstvorgang
- {\displaystyle b} - Bedarf pro Zeit (Absatzgeschwindigkeit)
- {\displaystyle p} - Produktion pro Zeit (Produktionsgeschwindigkeit)
- {\displaystyle q} - Losgröße
- {\displaystyle \rho :=b/p} - Belegungszeitanteil auf der Maschine

Als Kosten ergeben sich somit {\displaystyle K(\tau )={\frac {f}{\tau }}+{\frac {1}{2}}b(1-\rho )\tau c} bzw. {\displaystyle K(q)={\frac {fb}{q}}+{\frac {1}{2}}q(1-\rho )c}.
Durch ableiten und Nullsetzen erhält man die optimalen Größen {\displaystyle q^{*}={\sqrt {\frac {2bf}{c(1-\rho )}}}} bzw. {\displaystyle \tau ^{*}={\sqrt {\frac {2f}{c(1-\rho )b}}}}.

#### Weitere Verallgemeinerungen
- Rabatte: Es werden zwei verschiedene Ausprägungen unterschieden:
  - Der Rabatt bezieht sich auf die gesamte Bestellmenge. Bsp.: 5 €/Stück – ab einer Menge von 1000 Stück: 4 €/Stück für die gesamte Menge
  - Der Rabatt bezieht sich auf alle Einheiten über einer bestimmten Grenze. Bsp.: 5 €/Stück – ab einer Menge von 1000 Stück: 4 €/Stück für die Menge die 1000 überschreitet.

Für beide Fälle lässt sich im ersten Schritt für die einzelnen Rabattstaffeln das Standardmodell anwenden mit entsprechenden minimalen Kosten. Durch einen Vergleich der einzelnen Minima erhält man das globale Minimum.
- Sprungfixe Lagerkosten
- Veränderliche Einstandspreise

### Statisch-deterministische Modelle (mehrere Produkte)
Für den Fall, dass keine Kopplung zwischen den Produkten existiert, ergibt sich die optimale Bestellpolitik aus der separaten Anwendung des Standardmodells auf die einzelnen Produkte. Kopplungen ergeben sich beispielsweise durch Lose aus verschiedenen Produkten für die die losfixen Kosten nur einmal anfallen. Analog ist das Bestellmengenmodell mit Sammelbestellungen bei dem für die Sammelbestellung nur einmal die Bestellfixen Kosten anfallen. Außerdem existieren Modelle mit Lagerkapazitätsbeschränkungen und Modelle, bei denen alle Produkte auf einer Engpassmaschine zu fertigen sind. Letzteres ist als Problem optimaler Sortenschaltung bekannt.

#### Beispielmodell
Ein einfaches Modell mit Kapazitätsbeschränkung sieht wie folgt aus:
- Die einzelnen Produkte werden in einem gemeinsamen Lager gelagert. Die Kapazität sei {\displaystyle \kappa } [m²]
- {\displaystyle b_{j}} sei der Bedarf des Produktes {\displaystyle j=1,2,\dots ,n} in Mengeneinheiten pro Zeiteinheit [ME/ZE]
- {\displaystyle f_{j}} fixe Losauflagekosten / (fixe Bestellkosten) für Produkt j
- {\displaystyle c_{j}} Lagerhaltungskosten für Produkt j
- {\displaystyle k_{j}} Kapazitätsbedarf einer ME von Produkt j (z. B. m² an Stellfläche)
- {\displaystyle w:=c_{j}b_{j}/2} wird zur Vereinfachung der Darstellung benutzt

Die Zielfunktion ist 
{\displaystyle \min K(q)=\sum _{j=1}^{n}(b_{j}/q_{j}f_{j}+0{,}5c_{j}q_{j})}
Unter den Nebenbedingungen 
{\displaystyle \sum _{j=1}^{n}q_{j}k_{j}\leqq \kappa }
Im ungünstigsten Fall werden alle Lose zeitgleich aufgelegt. Die Summe der noch zu bestimmenden Losgrößen muss also kleiner oder gleich der Lagerkapazität {\displaystyle \kappa } sein.
{\displaystyle q_{j}>0}

#### Lösung des Modells
Vernachlässigt man die Lagerkapazität und wendet für jedes Produkt die Formel des Standardmodells an, so erhält man als optimale Losgröße bzw. optimale Zyklusdauer:
{\displaystyle q_{j}^{e}={\sqrt {\frac {2b_{j}f_{j}}{c_{j}}}}\quad {\text{und}}\quad \tau _{f}^{e}={\frac {q_{j}^{e}}{b_{j}}}={\sqrt {\frac {f_{j}}{w_{j}}}}}
Falls die Kapazitätsrestriktion erfüllt ist, hat man die optimale Lösung gefunden. Falls nicht so gilt:
{\displaystyle \sum _{j=1}^{n}q_{j}k_{j}=\kappa }
Die Lagerkapazität wird also vollständig genutzt. Die optimale Losgröße ergibt sich durch Lagrange-Multiplikation mit der Kapazitätsrestriktion:
{\displaystyle L(q,\lambda )=\sum _{j=1}^{n}(b_{j}/q_{j}f_{j}+0{,}5c_{j}q_{j})+\lambda \left(\sum _{j=1}^{n}q_{j}k_{j}-\kappa \right)}
Leitet man nun nach {\displaystyle q_{1},q_{2},\dots ,q_{n}} und {\displaystyle \lambda } ab, so erhält man ein Gleichungssystem mit n+1 Gleichungen und Unbekannten.
Man erhält
{\displaystyle q_{j}^{*}={\sqrt {\frac {2b_{j}f_{j}}{c_{j}+2\lambda k_{j}}}}}
die optimalen Loßgrößen in Abhängigkeit von {\displaystyle \lambda }.
Diese kann man in die partiellen Ableitungen einsetzen und erhält eine streng monotone Funktion die an einer Stelle den Wert {\displaystyle \kappa } annimmt:
{\displaystyle \sum _{j=1}^{n}k_{j}{\sqrt {\frac {2b_{j}f_{j}}{c_{j}+2\lambda k_{j}}}}=\kappa }
Diese Stelle lässt sich mit iterativen Verfahren wie dem Newton-Verfahren bestimmen.

### Statisch-deterministische Modelle mit mehrstufiger Produktion
Bei mehrstufiger Produktion sind nicht nur für jedes Produkt, sondern auch für jede Produktionsstufe Loßgrößen zu bilden. Die Ausgestaltung eines konkreten Problems hängt stark von der Produktstruktur ab. Bei konvergierender Struktur werden mehrere Einzelteile zu einem Gesamtprodukt zusammengefügt. Bei divergierender Struktur werden aus einem Zwischenprodukt verschiedene Endprodukte hergestellt. Mischungen können ebenfalls vorkommen.

### Dynamisch-deterministische Modelle
Bei dynamisch-deterministischen Modellen wird der Planungszeitraum in endlich viele, gleich lange Perioden unterteilt, während die statisch-deterministischen Modelle in der Regel von einem unendlich langen Planungszeitraum ausgehen. Das Grundmodell von Wagner und Whitin, teilweise auch Wagner-Whitin-Modell genannt, behandelt nur ein Produkt, mit nur einer Produktionsstufe, ohne Kapazitätsgrenzen. Es lässt sich mit der dynamischen Optimierung lösen. Es lässt sich als Warehouse Location Problem interpretieren: Die Eröffnung eines Standortes entspricht dann der Auflage eines Loßes und die Kunden entsprechen den einzelnen Perioden. Der Wagner-Whitin-Algorithmus liefert ein optimales Ergebnis. Außerdem existieren noch einige Heuristiken:
- gleitende wirtschaftliche oder dynamische Losgröße (least-unit-cost method)
- Stückperiodenausgleich (part-period method)
- Silver-Meal Heuristik
- Verfahren von Groff

### Stochastische Modelle
Stochastische Modelle gehen von zufallsbedingten Bedarfen aus. Das bekannteste ist das Zeitungsjungen-Modell.

## Wirtschaftliche Aspekte
Die in der Fachliteratur untersuchte optimale Losgröße ist mit der optimalen Bestellmenge formal vergleichbar. Mit steigenden Losgrößen ist ein zunehmender Lagerbestand verbunden, der die Lagerkosten und den Zinsaufwand wegen der wachsenden Kapitalbindung und damit das Lagerrisiko erhöht. Diese Kostensteigerungen wirken der Kostensenkung entgegen, welche durch die Kostendegression einer zunehmenden Produktionsmenge (Gesetz der Massenproduktion) entsteht.